# Иоанн Мельниченко
Священномученик Иоанн (Мельниченко) (в миру Иван Сидорович Мельниченко, 26 сентября 1889, Устье Бершадский р-н Винницкой обл., Украина — 15 сентября 1937, Бурма, Шетский р-н Карагандинская обл., Казахстан) — священник, священномученик.
Причислен к лику святых Русской православной церкви в 2000 году.

## Биография
Родился 26 сентября 1889 года с. Устье Ольгопольского уезда Подольской губ. (Бершадский район Винницкой обл.). С 1917 по 1922 год служил учителем в сельской школе.

### Рукоположение в сан
В 1922 году рукоположён во иерея и он начинает пастырское служение в одной из церквей Винницкой области.

### Арест, лагерь, мученическая кончина
5 сентября 1935 года арестован по обвинению в «контрреволюционной агитации», заключён в тюрьму г. Винницы.
14 декабря 1935 г. спецколлегией Винницкого облсуда приговорён к семи годам заключения.
Отбывал наказание в Бурминском отделении Карагандинского ИТЛ (пос. Бурма, Шетский р-н Карагандинская обл., Казахстан).
14 августа 1937 года взят в лагере под стражу как «сторонник контрреволюционной группы» священнослужителей во главе с еп. Дамаскином (Цедриком), обвинён в «контрреволюционной деятельности» и «участии в нелегальных сборищах и богослужениях». Поводом для ареста послужило пение «церковных песен» (канона Пасхи) вместе со сщмч. Виктором Басовым.
Из обвинительного заключения: «Был знаком с другими служителями культа, в своей канцелярии устраивал пение церковных песен со служителем религиозного культа Басовым. Кроме того, будучи недоволен советской властью, высказывал ряд антисоветских взглядов по отношению к революционным праздникам и порядкам».
На допросе заявил: «Признаю себя виновным только в том, что пел церковные песнопения, а остальные обвинения не признаю».
10 сентября 1937 года заседанием особой тройкой при УНКВД по Карагандинской области Епископ Дамаскин (Цедрик), протоирей Евфимий Горячев, священник Иоанн Смоличев, священник Иоанн Мельниченко, священник Владимир Моринский, священник Виктор Басов. Священник Василий Зеленский, священник Феодот Шатохин, священник Стефан Ярошевич, священник Пётр Новосельский, монахиня Ксения (Черлина — Браиловская) «за ведение контрреволюционной агитации, устраивание групповых молений, особенно в церковные праздники», «указанная группа монархически настроенных церковников» была приговорена к расстрелу.
Расстрелян 15 сентября 1937 года в Бурминском отделении Карлага. Погребён в безвестной общей могиле.

## Реабилитация
6 апреля 1990 года был реабилитирован прокурором г. Караганды по 1937 году репрессий.

## Канонизация и прославление
Причислен к лику новомучеников и исповедников Российских решением Архиерейского Собора Русской Православной Церкви 13 августа 2000 года от Алма-Атинской епархии.
Дата празднования Собора новомучеников и исповедников Церкви Русской — 7 февраля (нов.ст.), если дата приходится на воскресный день; в предшествующий воскресный день, если 7 февраля— понедельник, вторник или среда; в последующий воскресный день, если 7 февраля — четверг, пятницу или суббота.
1 апреля 2015 года по благословению Священного Синода Украинской Православной Церкви (журнал № 15) во главе с Блаженнейшим Митрополитом Киевским и всея Украины Онуфрием было установлено празднование Собора Святых Винницкой земли, куда среди прочих 15 подвижников, жизнь и подвиг которых связаны с Виннитчиной, был причислен и Священномученик Иоанн (Мельниченко), пресвитер (+ 1937).

Дата празднования Собора Винницких Святых — 14 сентября (по новому стилю) в день начала индикта (церковного новолетия).